# طاها ذاکر
طاها ذاکر (زادهٔ ۹ بهمن ۱۳۶۵) طراح گرافیک ایرانی است. او از دانشکدهٔ هنر و معماری دانشگاه آزاد اسلامی واحد تهران مرکز در مقطع کارشناسی ارتباط تصویری فارغ‌التحصیل شده‌است. او در دوره‌های سی و پنجم و سی و هفتم جشنوارهٔ فیلم فجر برندهٔ سیمرغ بلورین بهترین طراحی پوستر برای فیلم‌های فصل باران‌های موسمی و کوپال شد.
وی در حال حاضر عضو شورای سیاست گذاری و مدیر هنری سمپوزیوم طراحی صحنه و لباس تهران و نیز مدیر هنری کتاب جشنواره فیلم فجر می باشد.